# DualShock
El DualShock (originalment Dual Shock, marca registrada com a DUALSHOCK o DUAL SHOCK, amb la versió de PlayStation 5 com a DualSense) és una línia de controladors de videojocs desenvolupada per Sony Interactive Entertainment per a la família de consoles de videojocs PlayStation. Té el nom dels controls analògics i de retroalimentació de vibracions. Introduït el novembre de 1997, es va comercialitzar inicialment com a perifèric secundari per a la primera consola PlayStation. El paquet de la consola es va actualitzar per incloure DualShock i eliminar gradualment el controlador de PlayStation original i el controlador analògic dual. El DualShock és el gamepad més venut de tots els temps per unitats venudes, excepte els controladors inclosos.
S'ha fet el DualShock, el DualShock 2, el DualShock 3, el DualShock 4 i el DualSense.

## DualShock 3
El DualShock 3 va ser el comandament principal pel PlayStation3, presentat originalment per Sony a l'any 2006. Aquest comandament de videojocs contenia 4 botons d' acció, 2 palanques o joystick, 4 botons al darrere, una creueta, i un botó de Start i Select, que a la següent entrega del PlayStation serien remoguts per motius legals amb Nintendo. El comandament es podia connectar via USB o per Bluetooth. La majoria de critiques de aquest comandament van ser realment positives, però no va arribar a ser el que era el comandament de Nintendo del Wii.